# Sonni Baro
Sonni Baro fue un monarca africano del Imperio songhai que sucedió a su padre Sonni Alí tras la muerte de este último el 6 de noviembre de 1492. Su corto reinado acabó al ser vencido por Mamadú Turé, uno de sus generales. Tras ser derrotado se exilió a Ayoru junto a sus fieles en 1493, mientras que el general usurpador tomó el poder coronándose como Askia Mohammed Turé. Esto puso fin a la dinastía Sonni en el Imperio shongai y supuso el comienzo de la dinastía Askia.